# Canna orchiodes
Canna orchiodes là một loài thực vật có hoa trong họ Cannaceae. Loài này được L.H. Bailey mô tả khoa học đầu tiên năm 1923.